# Narung'ombe
Narung'ombe è una circoscrizione rurale (rural ward) della Tanzania situata nel distretto di Ruangwa, regione di Lindi. Conta una popolazione di 8 407 abitanti (censimento 2012).